# Drøvtygger
 Denne artikel bør gennemlæses af en person med fagkendskab for at sikre den faglige korrekthed.

En drøvtygger er et klovdyr, som fordøjer sin føde i to trin: først ved at spise råmaterialet og dernæst gylpe det op, tygge det igen og synke det ned i en anden mave.
Mikroorganismer nedbryder cellulose til glukose og omdanner det til fedtsyrerne eddikesyre, propionsyre og smørsyre, som drøvtyggerne så lever af.
Udnyttelsen af cellulose er oppe på 60-70 %.[kilde mangler]

## Ægte drøvtyggere
Til drøvtyggere hører:[kilde mangler]
- Firemavedrøvtyggere (Ruminantia)
- Kameler og lamaer

## Haredyr
Haredyr, såsom kaniner, spiser deres mad, har afføring, og spiser dernæst afføringen. Deres fordøjelse minder således om drøvtyggernes.

## Andre planteædere
Mange planteædere, som ikke er drøvtyggere, kan alligevel nedbryde cellulose via mikroorganismer eller svampe:

### Heste
Heste kan nedbryde cellulose i blindtarmen (caecum) ved hjælp af bakterier.[kilde mangler] De har dog kun en mave, og er ikke i stand til at gylpe maden op.
Kun ca. 30% af cellulosen bliver udnyttet.[kilde mangler]